# Phalaenopsis philippinensis
Phalaenopsis philippinensis es una orquídea del género de Phalaenopsis de la subfamilia Epidendroideae de la familia Orchidaceae. Nativas de la isla de Luzón en las Filipinas. Incluida en el CITES apéndice II. 

## Historia
Fue traída a Europa desde Luzón (Filipinas) a principios de la década de 1960, durante mucho tiempo considerada como Phalaenopsis leucorrhoda (híbrido natural de Phalaenopsis aphrodite x Phalaenopsis schilleriana).
Descrita en inglés por vez primera en 1984 por (Golamco), no fue reconocida oficialmente hasta 1987, que apareció su descripción en Latín en el Orchid Digest por J.A.FOWLIE & C.Z.TANG.

## Hábitat
Orquídea Epífita. En la naturaleza se encuentran debajo del dosel forestal en la humedad de la parte baja, protegidas de la luz solar directa. Se desarrolla en troncos de árboles con abundante musgo de donde las raíces de la planta sacan los nutrientes con los restos de corteza del árbol. Endémica del noreste de Luzón, en la selva de Sierra Madre (Filipinas). Forman colonias en las ramas más gruesas de los árboles en zonas moderadamente frescas de la Sierra Madre, en las mismas áreas que se encuentra la Phalaenopsis lindenii.

## Descripción
La Phalaenopsis philippinensis cuya floración se produce claramente en primavera.

Muestra un hábito de desarrollo monopodial. El rizoma se desarrolla erecto y en su extremo produce dos gruesas y carnosas hojas alternas y elípticas cada año. Las hojas basales más viejas se caen al mismo tiempo. La planta de este modo retiene de tres a siete hojas. Las hojas son oblongo-elípticas u oblongo-lanceoladas, obtusas o redondeadas, de color verde oscuro veteado de gris plata purpúreo en la parte inferior. 
No tienen pseudobulbos y el almacenamiento de agua y sustancias de reserva se verifica en sus hojas, de láminas amplias y consistentes.

Con una inflorescencia larga y ramosa ( más de un metro de larga )con unas flores casi redondeadas blancas con manchas rosa pálido.

Los sépalos y los pétalos son blancos, a veces ligeramente rosados hacia la base de los segmentos. Los sépalos laterales densamente manchados de carmín en su mitad inferior. Los lóbulos laterales del labelo amarillos con 4 a 6 rayas convergentes de color carmín en su parte media inferior. En algunos casos raros pueden tener los lóbulos laterales de un color verde manzana. El callo es de un color amarillo oro u amarillo naranja, con unos puntos suaves en carmín. El pedicelo posee unos puntos carmines así mismo. El máximo de la floración tiene lugar de octubre a abril, pero en la naturaleza se puede extender a lo largo de todo el año. 
Los primeros tallos florales que produce la planta son cortos, incrementándose su tamaño con la edad de la planta. Las flores se abren casi simultáneamente. El racimo aparece del tallo que surge entre las hojas y florece en todo su esplendor durante varias semanas.

Las raíces son gruesas y están recubiertas por un tejido esponjoso llamado velamen que ayuda a la absorción de agua y nutrientes. Por dentro está la auténtica raíz, que contiene clorofila y presenta color verde.

## Cultivo
Están plantas no son muy exigentes en cuanto a su cultivo. Requiere unas condiciones mínimas que no son difíciles de conseguir dentro de las casas.
- Temperatura

Se desarrolla bien con la temperatura de la casa. Soporta temperaturas de entre 14 y 35 °C con preferencia de temperatura durante el día de 20-24 °C. Para hacerla florecer, hay que mantener una diferencia de temperatura de 5 °C entre el día y la noche durante un mes.
- Luz

Los Phalaenopsis prefieren una luz viva, sin el sol directo del periodo del mediodía. Su ideal está entre 15.000-20.000 lux. Para ello se pueden situar junto a una ventana orientada al este o al oeste, con un visillo o cortina fina de por medio. Sin que le dé la luz directa del sol pues se le pueden quemar las hojas. Las raíces de estas orquídeas son verdes, tienen clorofila por tanto capaces de realizar la fotosíntesis, por lo que es conveniente que estén en macetas incoloras.
- Agua

De preferencia no calcárea y sin cloro ( usar cartuchos filtrantes si el agua disponible es muy calcárea ).
La humedad ambiental debe estar situada entre el 50 y 60%, si bien debe ser mayor cuanto más alta sea la temperatura.
- Riegos

Moderados. Hay que dejar secar un poco el compost entre dos riegos. Las raíces prefieren los compost con buen drenaje. Disminuir los riegos cuando los nuevos pseudobulbos estén maduros. Algunas variedades prefieren que las raíces sequen rápidamente.
- Humedad

Les gustan las vaporizaciones.
- Aclareo

Normalmente al final del invierno o en la primavera, después de la floración. Toleran bien los tiestos pequeños. Utilizar de preferencia un tiesto no poroso ( nada de macetas de barro cocido ), a fin de no concentrar las sales minerales. Si no, se recomienda de humedecer el compost con agua clara de vez en cuando. Después del cambio de tiesto, esperar unas dos semanas antes de emprender el ritmo normal de riegos. Vaporizar el envés de las hojas.
- Substrato

Granulometría de fina a media, a base de corteza de pino, atapulgita o argex ( esferas de tamaño variable ), carbón vegetal, poliestireno.

Es conveniente, no sólo en Phalaenopsis sino en orquídeas en general, desinfectar el medio de cultivo previo a su utilización. Un método eficaz e inocuo tanto para las plantas como para el ambiente es lograr la desinfección por acción del calor.

El proceso consiste en colocar en una asadera la mezcla preparada bien humedecida y llevarla a horno convencional durante 20 minutos a temperatura de 180 °C, cuidando de que no se seque en exceso para evitar que se queme.

Retirar y dejar enfriar completamente. Una vez frío volver a humedecer (al plantar el sustrato siempre debe estar mojado).
- Abonos

Debido a que son plantas epífitas que viven sobre troncos de árboles y recogen el agua de lluvia que escurre no tienen grandes exigencias de abono.

Aun así, venden abonos especiales para ellas, pero basta con usar un abono para plantas de interior reduciendo su dosis a la cuarta parte, que aplicaremos cada 10-15 días en la floración y el resto del tiempo esporádicamente. 
- Reproducción

Producen innumerables semillas, pero difíciles de germinar como no estén en simbiosis con un hongo. Por lo cual, el método más fácil es mediante Keikis (hijuelo que la planta madre emite en la vara floral, tras la floración). Para estimular la aparición de Keikis tras la floración, se corta la vara por encima de un nudo sobre la mitad de su longitud. Luego se retira con cuidado la pielecilla que cubre las yemas de los entrenudos, con mucho cuidado para no dañar estos. Con ello conseguiremos que les llegue más luz.

También se puede diluir una pizca de la hormona de crecimiento vegetal (benziladenina) en agua y con un pincel dar una fino toque en el corte para estimular su aparición. Una vez el keikis ha emitido unas raíces pequeñas se puede separar de la planta madre.

## Taxonomía
Phalaenopsis philippinensis fue descrita por Golamco ex Fowlie & Tang y publicado en Orchid Digest 51(2): 92. 1987.
Etimología
Phalaenopsis: nombre genérico que procede del griego phalaina = “mariposa” y opsis = “parecido”, debido a las inflorescencias de algunas especies, que recuerdan a mariposas en vuelo. Por ello, a las especies se les llama “orquídeas mariposa”.
philippinensis: epíteto geográfico que alude a su localización en las Filipinas, donde se encuentra en la isla de Luzon.
Sinonimia
- Phalaenopsis philipense [2][3]

Híbridos Naturales de Phalaenopsis philippinensis
- ( Phalaenopsis minus  ×  Phalaenopsis philippinensis ) (Filipinas)

Híbridos cultivares
- Austin Chow (Phalaenopsis philippinensis × Phalaenopsis cochlearis), Austin Chow 2001.
- Carolina Tiny Phil (Phalaenopsis philippinensis × Phalaenopsis equestris), Lenette Greenhouses 1992.
- Chow Gui Liang (Phalaenopsis philippinensis × Phalaenopsis wilsonii), Austin Chow 2001.
- Espiegle (Phalaenopsis philippinensis × Phalaenopsis mariae), Marcel Lecoufle 1984.
- Essence Wain (Phalaenopsis gigantea × Phalaenopsis philippinensis), Shih-Fong Chen 1999.
- Kung's Amar Philip (Phalaenopsis amabilis × Phalaenopsis philippinensis), Kung's 1997.
- Louisiana Pixie (Phalaenopsis stuartiana × Phalaenopsis philippinensis), Breckinridge Orchids 1991.
- Manniphil (Phalaenopsis mannii × Phalaenopsis philippinensis), Luc Vincent 2002.
- Philippine Dancer (Phalaenopsis philippinensis × Phalaenopsis celebensis), Hou Tse Liu 1992.
- Philisander (Phalaenopsis philippinensis × Phalaenopsis sanderiana), Marcel Lecoufle 1993.
- Philishill (Phalaenopsis philippinensis × Phalaenopsis schilleriana), Marcel Lecoufle 1993.
- Phurplefetti (Phalaenopsis philippinensis × Phalaenopsis violacea), Dr John W. Hutchinson (John Ewing Orchids, Inc.) 1995.
- Zeil am Main (Phalaenopsis philippinensis × Phalaenopsis amboinensis), M. Wolff (H. Lucke) 1997.
- Sin registrar (Phalaenopsis philippinensis × Phalaenopsis fuscata)
- Sin registrar (Phalaenopsis philippinensis × Phalaenopsis lobbii)